# Vzpoura v Cholmondeley
Vzpoura v Cholmondeley bylo vystoupení československých vojáků proti poměrům v československé zahraniční armádě. Událost se odehrála v červenci roku 1940 v zámeckém parku v anglickém Cholmondeley poblíž Chesteru, zúčastnila se jí přibližně sedmina ze všech československých vojáků v Anglii. Vzpoura měla více příčin, ale v její iniciaci sehráli velkou roli komunisté.

## Vzpoura

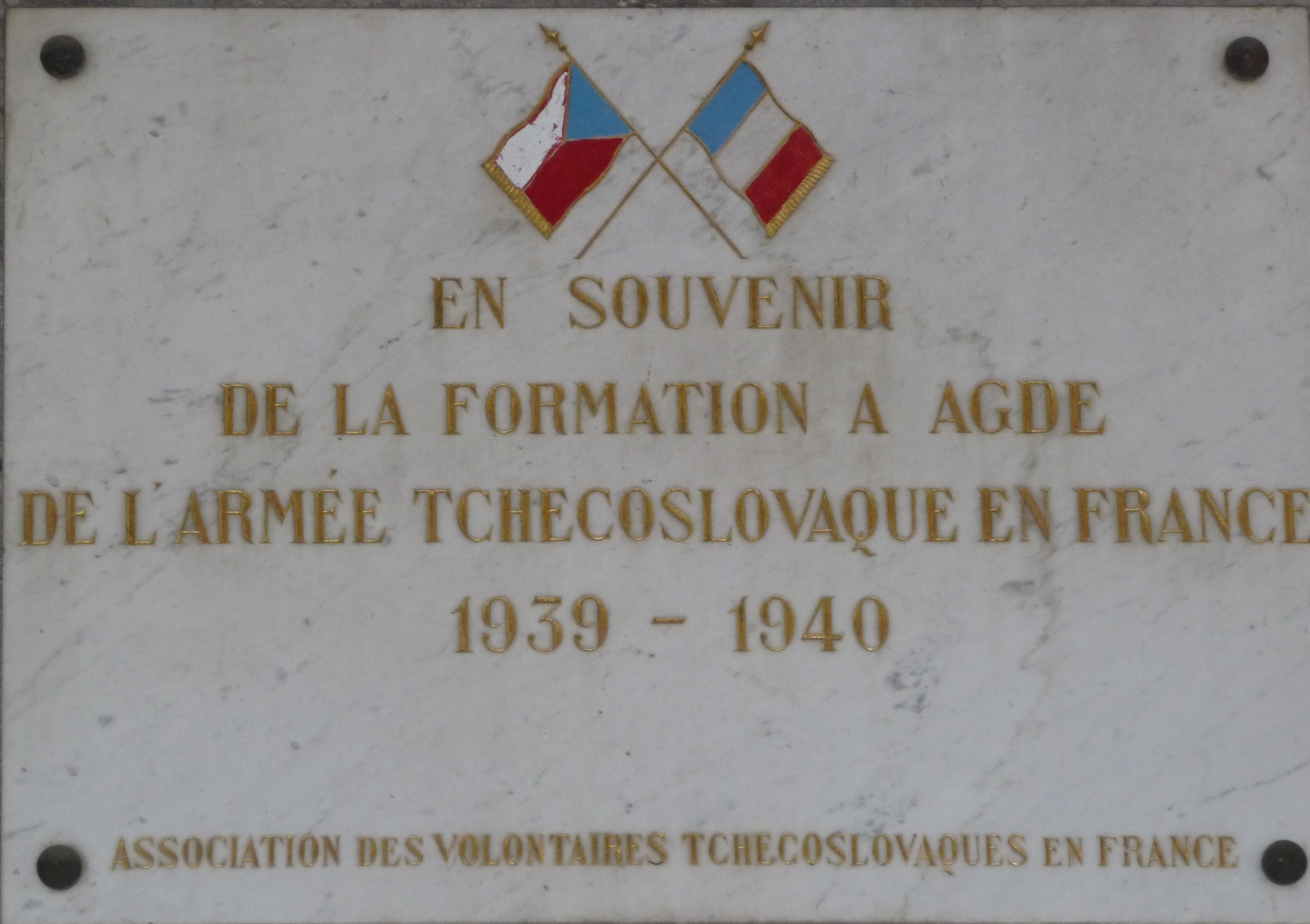
Pamětní deska československé armády v Agde

### Příčiny
Povstání mělo několik příčin a předcházely mu události, které se odehrály ve Francii před evakuací do Anglie. Jednou z příčin vzpoury bylo nesourodé složení armády, která se formovala ve Francii. Ta se skládala z českých a slovenských dobrovolníků, bývalých interbrigadistů, Židů, Němců ze Sudet a Maďarů. Většina Židů byla německé národnosti a stejně jako Němci dostali na výběr jestli se přihlásí jako českoslovenští občané do armády nebo budou jako občané říše internováni. Zpočátku bylo Němcům a Maďarům zakázáno mluvit v armádě svým mateřským jazykem, tento zákaz byl zrušen v dubnu 1940. Dalším problém bylo, že mezi důstojníky tvořili Češi většinu i když tvořili pouze necelou polovinu početního stavu armády. Další příčinou byly špatné podmínky v táborech ve Francii a na lodích při evakuaci do Anglie. Z rozhodnutí francouzského velení byl pro československou armádu vyhrazen bývalý zajatecký tábor v Agde, který sdíleli s francouzskými a španělskými interbrigadisty. V táboře panovaly špatné hygienické podmínky, do ubikací zatékalo, mužstvo bydlelo v rozpadajících se objektech, chybělo také vybavení a základní potřeby. Svoji roli sehrála i frustrace, protože mnozí vojáci zažili vyklízení pohraničí a opevnění, k tomu se v roce 1940 po bojích na francouzsko–německé linii přidala kapitulace Francie.

### Průběh

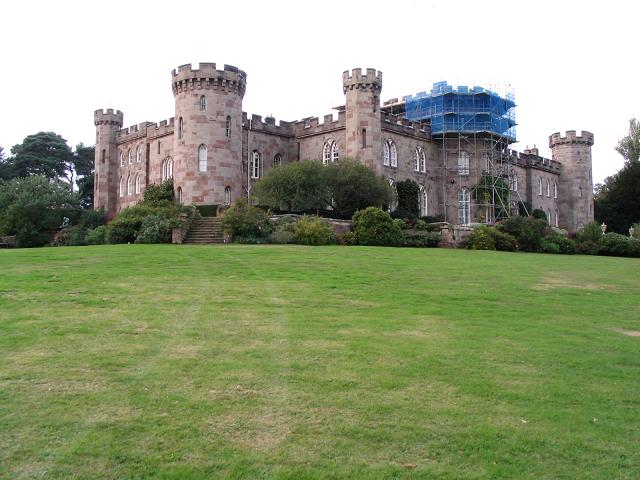
Zámek Cholmondeley s rozlehlým parkem, ve kterém se nacházel tábor československých vojáků

Po červencovém přesunu do Anglie, kde byli vítání civilním obyvatelstvem, byly pozemní jednotky umístěny v táboře v zámeckém parku v Cholmondeley. Početní stav nedosahoval ani čtyř tisíc vojáků. Mezi vojáky, především bývalými interbrigadisty, z nichž se zhruba polovina hlásila ke KSČ, komunisty a Židy, panovala i nadále nespokojenost. K nim se po agitacích přidali i další nespokojení vojáci. Mezi iniciátory vzpoury patřili Vladimír Clementis, Vavro Hajdů či Oskar Wetzler. Vzbouřenci označovali důstojníky za neschopné a obviňovali je z podílu na porážce Francie, nazývali je fašisty a odmítali bojovat ve válce, kterou považovali za imperialistickou a prohranou. Komunisté navíc neuznávali exilovou vládu. 23. července byli vzbouřivší se vojáci zbaveni zbraní a odděleni od zbytku mužstva. V reakci na to navštívil 25. července Cholmondeley Edvard Beneš. Mnozí vzbouřenci, především bývalí interbrigadisté se zformovali pod velením por. Karla Schwartze a přednesli Benešovi své požadavky. Chtěli díky svým bojovým zkušenostem ze španělské občanské války důstojnické hodnosti a zastávat velitelská postavení. Dále přednesli zprávu s odůvodněním povstání: „nadále chtěli být považováni za československé vojenské uprchlíky a dáni k dispozici britským úřadům; příčinnou byl režim ve Francii, který se přenesl i na britskou půdu; armáda ve Francii byla nedemokratická: bití vězňů v Agde, hrubé zacházení důstojníků s vojáky, špatná strava; armáda byla šovinistická: zákaz mluvit němčinou nebo maďarštinou; Osuský, Slávik, Viest i Ingr nesou zodpovědnost za tento stav a nemají nárok na místo ani ve vládě, ani ve vojenském velení; Čech stejně jako Němec, Slovák a Maďar měli v armádě tytéž povinnosti a proto také i práva; armáda mohla plnit své úkoly pouze tehdy, pokud bude ovládána masarykovským duchem bratrství a humanity.“ Také Židé prostřednictvím rabína Alexandra Krause přednesli svoji zprávu o panujících poměrech mezi vojáky, ve které bylo mj. uvedeno: „Nejenom my, ale většina mužstva je přesvědčena, že československá armáda ve Francii byla nedemokratická. Svědčí o tom polní četnictvo, bití vězňů v Agde (místě soustředění našich jednotek) nebo hrubé zacházení důstojníků s vojáky. Československá armáda ve Francii byla národnostně šovinistická. Svědčí o tom i zákaz mluvit německy a maďarsky a trestání vojáků za to, že mluvili svou mateřštinou.“ Beneš si vyslechl předložené argumenty, ale k dohodě nedošlo.

### Důsledky
Následující den byl armádním velitelstvím vydán rozkaz, na základě kterého byli vzbouřenci okamžitě propuštěni z armády. 28. července pak byli předáni britským úřadům. Šlo o skupinu 539 vojáků, mezi kterými bylo cca 150 bývalých interbrigadistů a 350 vojáků židovského původu včetně Roberta Maxwella. Poté byli internováni v Oswestry, Yorku a od poloviny srpna 1940 v táboře Sutton Coldfield u Birminghamu. Velká část vojáků se přihlásila k britským pomocným jednotkám. Ti, co odmítli službu měli být posláni do Kanady, po zásahu vedení KSČ v Londýně však změnili názor. Postupně se urovnávaly vztahy mezi vedením armády a bývalými vzbouřenci a začalo se uvažovat o jejich návratu k československé armádě. Po napadení SSSR v roce 1941 měli zájem o návrat i vojáci sympatizující s KSČ. Prezident Beneš vyhlásil 24. prosince 1941 abolici pro všechny vzbouřence, kteří do 24. března 1942 opět vstoupí do československé armády. Zájem projevilo 316 vojáků, u 48 došlo k zamítnutí abolice. Asi 120 vojáků, kteří sloužili u britských pomocných jednotek, bylo převedeno do britské armády.